# Андон Дончевський
Андон Дончевський (мак. Андон Дончевски; нар. 19 листопада 1935, Кавадарці, Королівство Югославія) — югославський футболіст та тренер, виступав на позиції нападника. Володар різноманітних нагород.

## Клубна кар'єра
Народився в місті Кавадарці, Королівство Югославія. У 1952 році приєднався до молодіжної команди «Вардара». Згодом був переведений до першої команди клубу, ставши її найкращим бомбардиром у Першій та Другій лігах Югославії (217 голів). Як визнання бомбардирського хисту Андона, він отримав запрошення від «Црвени Звезди» зіграти в команді під час турне по Південній Америці. З 1985 по 1988 рік тренував «Вардар». У сезоні 1986/87 років разом з «Вардаром» виграв національний чемпіонат, але після судового розгляду чемпіонський титул перейшов до «Партизана». Також Дончевський прийняв новий виклик у тренерській кар'єрі й працював за кордоном з «Анортосісом», «Есперансом» та «Престон Лайонз» the VPL, in Australia. Останнім з вище вказаних клубів (заснований македонськими емігрантами) керував під час його виступів у Прем'єр-лізі штату Вікторія.

## Кар'єра в збірній
У футболці другої збірної Югославії дебютував 4 червня 1961 року в Лодзі у поєдинку проти збірної Польщі. Після цього неодноразово отримував виклик у першу збірну, проте в її складі так і не дебютував.
З липня 1993 по грудень 1995 року очолював національної збірної Македонії, ставши першим тренером в історії збірної. Очолював команду в 17 матчах (5 перемог, 5 нічиїх та 7 поразок). Дебют на посаді — перемога над Словенією в Крані (4:1), а останній — поразка від Іспанії (0:3).

## Досягнення

### Як гравця
«Вардар» (Скоп'є)
- Кубок Югославії
  -  Володар (1): 1960/61
- Друга ліга Югославії
  -  Чемпіон (3): 1960, 1963, 1971
- Кубок СР Македонія
  -  Володар (7): 1965, 1966, 1967, 1968, 1969, 1970, 1971

## Статистика

### Як тренера
| Команда          | Нац                | З       | По      | Досягнення | Досягнення | Досягнення | Досягнення | Досягнення | Досягнення |
| Команда          | Нац                | З       | По      | Іг         | В          | Н          | П          | % Перемог  |            |
| ---------------- | ------------------ | ------- | ------- | ---------- | ---------- | ---------- | ---------- | ---------- | ---------- |
| «Анортосіс»      | Кіпр               | 1981    | 1982    | 26         | 8          | 6          | 12         | 30,77      |            |
| «Вардар»         | Югославія          | 1985    | 1988    | 206        | 92         | 29         | 85         | 44,66      |            |
| «Есперанс»       | Туніс              | 1991    | 1992    | 26         | 11         | 8          | 7          | 42,31      |            |
| Македонія        | Північна Македонія | 1993    | 1995    | 17         | 5          | 5          | 7          | 29,41      |            |
| «Тиквеш»         | Північна Македонія | 1995    | 1996    | 28         | 8          | 8          | 12         | 28,57      |            |
| «Престон Лайонз» | Австралія          | 1998    | 1998    | 0          | 0          | 0          | 0          | —          |            |
| Загалом          | Загалом            | Загалом | Загалом | 303        | 124        | 56         | 123        | 40,92      |            |